# パーパス
パーパス株式会社（PURPOSE CO., LTD.）は、主にガス給湯器などのガス器具を中心とした住宅設備機器や電子機器、産業機械などを製作するメーカー。本社を静岡県富士市に置く。
旧社名は高木産業株式会社。社名変更に伴い「ひらめきを笑顔に」のブランドスローガンを制定している。

## 概要
住宅機器ではガスや石油を使った給湯器、温水を循環して放熱させる浴室暖房乾燥機や床暖房装置などを製作する。その他プレス加工部門や、アメリカの大学と研究している再生医療部門など、幅広い事業を展開する。近年はガスによる生ゴミ処理の分野を開拓、大阪で実用化されている。
海外では、米国に高木産業USAを置き、製品を"TAKAGI"ブランドとして販売している。
かつては電子機器部門に進出し、同じくパーパスのブランドでパソコン・PDA（Windows CE機）を製造販売していた。2002年に製造販売を終了し、サポートとしてBIOS及びドライバの公開のみを行っていたが2007年に終了し、完全撤退した。
前述のとおり、かつての社名は「高木産業」であるが、浄水器・散水製品メーカーで株式会社タカギとは無関係である。
社名変更と同時にブランドロゴマークも改定されたため、ガス給湯機器の本体やリモコンに記されているロゴマークも順次新しいロゴマークに更新されている（1992年ごろからブランドロゴマークが使われるようになっていたが、2011年11月の変更時にレッドとブルーの配色位置が入れ替わり、レッドは「飽くなき探求心」を表すため炎のように勢いよく伸びる楕円形になった。また、製品本体に装着されるエンブレムは四角形の黒基調にロゴマーク・ロゴフォントの色をシルバーとした仕様となった）。

## 沿革
- 1946年（昭和21年）4月 - 高木一三により高木プレス工業所を創立。
- 1952年（昭和27年）3月27日 - 高木プレス工業株式会社に改組。
- 1956年（昭和31年）- ガス機器の製造を開始。厨房機器（ガスコンロ）の製造販売。工場を現在の本社工場に移転する。
- 1957年（昭和32年）- 現社名である「パーパス」商標でガス機器の販売を開始。東京、名古屋、大阪に営業所を設置する。
- 1959年（昭和34年）- 電器部設立。電子計測器、自動制御機器の製造販売を開始する。
- 1968年（昭和43年）2月21日 - 社名を高木産業株式会社に変更。
- 1971年（昭和46年）2月 - 東京、名古屋、福岡に支所設置。営業所36ヶ所開設。
- 1977年（昭和52年）- 優良住宅部品認定工場となる。
- 1981年（昭和56年）- ダイカスト工場完成。
- 1982年（昭和57年）- 情報システム部設立。ソフトウェア販売開始。
- 1983年（昭和58年）- メカトロ工場建設。
- 1990年（平成2年）2月 - 総合企画研究棟建設。
- 1992年（平成4年）- 富士宮新工場建設。
- 1996年（平成8年）
  - 三新田倉庫建設。
  - 8月- ISO 9001認証取得。
- 1997年（平成9年）- パソコン事業、精密金型プレス加工事業開始。
- 1998年（平成10年）- 園芸直販部門開始。
- 2001年（平成13年）1月 - 省エネルギーセンター平成12年度省エネ大賞受賞。
- 2002年（平成14年）
  - 1月 - 省エネルギーセンター平成13年度省エネ大賞受賞。
  - パソコン事業から撤退。引き続き、BIOSやドライバ公開のみのサポートを行った。
- 2003年（平成15年）1月 - 省エネルギーセンター平成14年度省エネ大賞受賞。
- 2006年（平成18年）11月 - ISO 14001認証取得。
- 2007年（平成19年）- 撤退後行われたパソコン事業関連のサポート終了。パソコン事業から完全撤退。
- 2008年（平成20年）11月 - 大阪ガス平成20年度機器部門品質大賞受賞。
- 2009年（平成21年）11月 - 大阪ガス平成21年度機器部門品質大賞受賞。
- 2010年（平成22年）6月 - A.O.スミスとジョイント・ベンチャー「TAKAGI-A.O.Smith Tankless Water Heater Company LLC」を設立。北米にて「TAKAGI」ブランドとして販売を開始。
- 2011年（平成23年）11月1日 - 社名をパーパス株式会社に変更。ブランドロゴマークの改定、ブランドスローガン「ひらめきを笑顔に」を制定。[1]。
- 2012年（平成24年）
  - 1月5日 - 潜熱回収型ガス給湯器「エコジョーズ」の新シリーズとして、二次熱交換機の搭載により本体がコンパクト化され、グレー系の「ハーモニアスグレー」を本体色に採用してデザインも一新された「ハーモニーシリーズ」を発売（同年2月1日に給湯暖房用熱源機タイプを追加発売）。
  - 8月1日 - 「ハーモニーシリーズ」の新ラインナップとして、バックアップ熱源機を既存の熱源機を利用することで分離し、さらに、貯湯タンク（ソーラータンクユニット）と集熱パネルをセパレートとした太陽熱温水システム「SOLAJU（ソラージュ）」を発売。
- 2017年（平成29年）6月22日 - 2つのユニット（貯湯・ヒートポンプ）とバックアップ給湯器で構成された業務用ハイブリッド給湯システムの受注を開始。
- 2018年（平成30年）2月23日 - 「エコジョーズ」の新シリーズとして、高温水分配方式を採用するとともに、本体色を「パントーンクールグレー2」に変更、デザインの刷新と小型軽量化が図られた給湯暖房用熱源機「HARMONY SERIES AXiS（ハーモニーシリーズ アクシス）」を発売（2019年2月にスリムタイプが追加発売され、同年7月1日には同シリーズのふろ給湯器も発売される）。
- 2019年（平成31年）4月 - 高効率業務用スリムマルチ給湯器を発売。本機種で「HERMONY SERIES AXiS」の業務用シリーズである「HERMONY SERIES AXiS PRO」の愛称が付く。
- 2023年（令和5年）10月1日 - 「HARMONY SERIES AXiS」が高温水分配方式の制御見直しと本体色をフラッシュゴールドに変更する改良が行われ、「AXiSシリーズ FLash（フラッシュ）」としてモデルチェンジ。

## その他
2003年（平成15年）には再生医療に進出、アメリカの大学と共同で膝軟骨を再生する培養装置を開発している。開発経緯は、培養液の循環システムが今まで培ってきた給湯機器の技術が応用出来たからである。
昨今、潜熱回収型ガス給湯器エコジョーズの販売に力を入れる一方で、燃料電池にも着目し、静岡ガスなどと開発を行い、現在富士市内の老人ホームで活用されている。
かつてはライブスチームの製造も行っており、広告が鉄道模型趣味誌に掲載されたこともあった。

## 工場
- 本社工場 - 静岡県富士市西柏原新田201番地。給湯機器の製造
- 富士宮工場 - 静岡県富士宮市上井出字見返し3508番地。産業機械の製造

## 提供番組
現在
- ぶらり途中下車の旅（日本テレビ、前半）
- おはよう朝日です

過去
- 朝だ!生です旅サラダ（朝日放送製作・テレビ朝日系列、2010年10月2日 - 2012年3月30日、前半枠・後半枠は週ごとに交代）
- ボクらの時代（フジテレビ系列、2012年4月8日 - 2015年9月27日）
- おはようコールABC（朝日放送、6時30分頃、1995年10月2日 - 2020年10月2日）